# František Kaberle
František Kaberle (ur. 8 listopada 1973 w Kladnie) – czeski hokeista, reprezentant Czech, olimpijczyk.
Jego ojciec, František Kaberle senior występował w kadrze czeskiej w latach 70. XX wieku. Jego młodszy brat Tomáš Kaberle (ur. 1979) także został hokeistą.

## Kariera
- PZ Kladno U18 (1988-1991)
- Poldi SONP Kladno (1991–1995)
- Modo Hockey (1995–1999)
- Los Angeles Kings (1999–2000)
- Atlanta Thrashers (2000–2004)
- HC Rabat Kladno (2004–2005)
- MODO Hockey (2005)
- Carolina Hurricanes (2005–2009)
- HC Kladno (2009–2010)
- HC Eaton Pardubice (2010–2011)
- HC Pilzno 1929 (2011–2012)

Wychowanek klubu HC Kladno. Zakończył karierę w sierpniu 2012 roku.
Uczestniczył w turniejach Mistrzostw Świata w 1995, 1996, 1997, 1998, 1999, 2000, 2001, 2002, 2003, 2004, 2005, Pucharu Świata 1996 oraz zimowych igrzysk olimpijskich 2006.

## Sukcesy

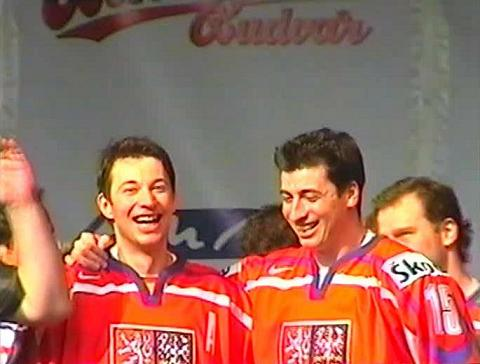
Bracia František i Tomáš Kaberle po zdobyciu mistrzostwa świata w 2005

Reprezentacyjne
- Złoty medal mistrzostw Europy juniorów do lat 18: 1991
- Brązowy medal mistrzostw Świata Juniorów do lat 20: 1993
- Złoty medal mistrzostw świata: 1996, 1999, 2000, 2001, 2005
- Brązowy medal mistrzostw świata: 1997, 1998
- Brązowy medal igrzysk olimpijskich: 2006

Klubowe
- Brązowy medal mistrzostw Czech: 1994 z Kladnem, 2011 z Pardubicami, 2012 z Pilznem
- Srebrny medal mistrzostw Szwecji: 1999 z MODO
- Mistrzostwo dywizji NHL: 1998, 2002, 2006
- Mistrzostwo konferencji NHL: 2002, 2006
- Puchar Stanleya: 2006 z Carolina Hurricanes

Indywidualne
- Elitserien (1998/1999):
  - Rinkens riddare - nagroda dla najuczciwszego zawodnika
- NHL (2005/2006):
  - Decydujący gol o zdobyciu Pucharu Stanleya

Wyróżnienia
- Galeria Sławy czeskiego hokeja na lodzie: 2008